# Кубів Василь Григорович

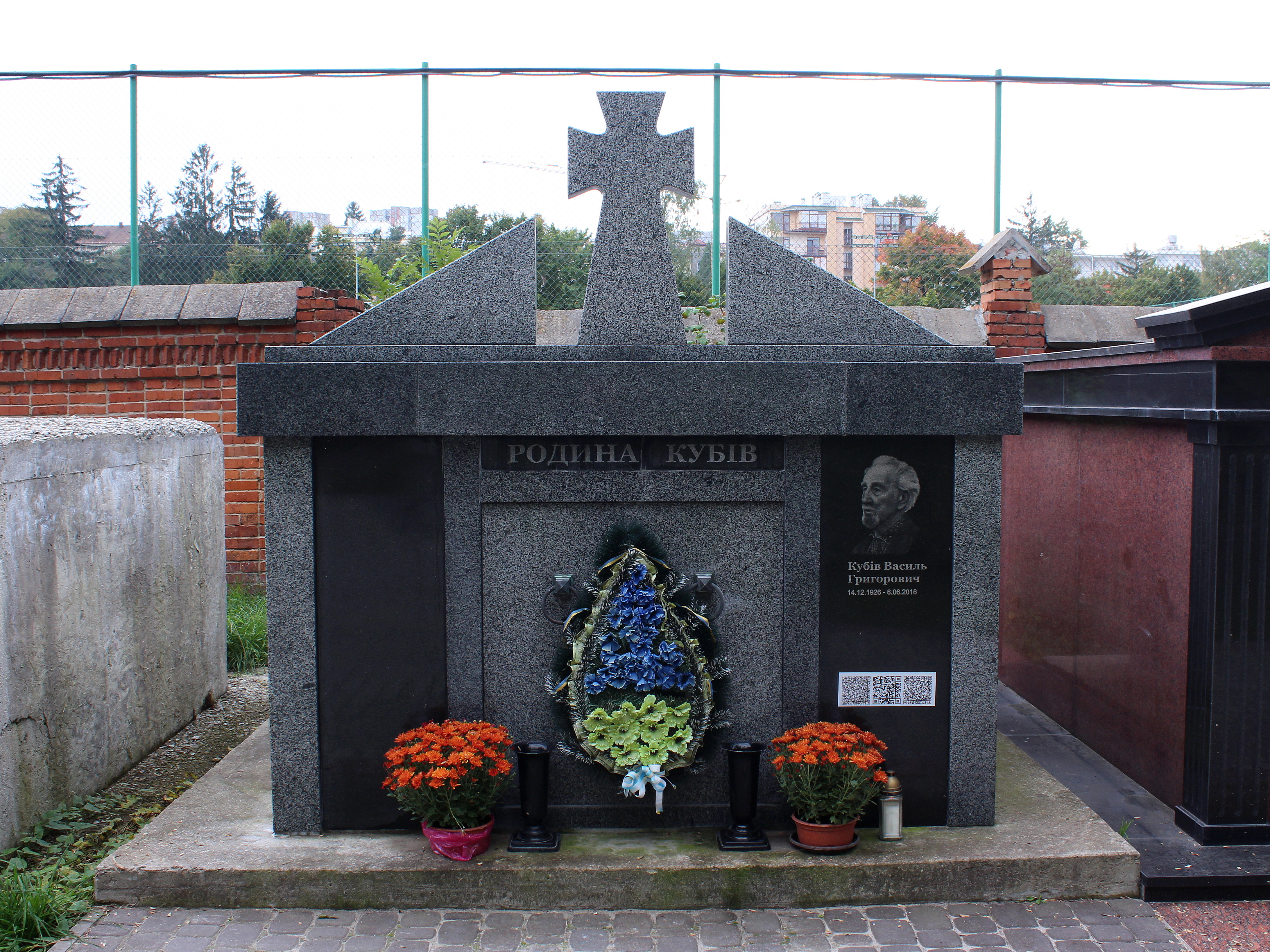

Васи́ль Григо́рович Ку́бів (псевдо Джміль, Логін; 14 грудня 1926, с. Деренівка, Теребовлянський район, Тернопільська область — 6 червня 2016) — український інженер, громадсько-політичний діяч, краєзнавець, учасник національно-визвольного руху, політв'язень.

## Життєпис
Народився в селі Деренівка (тепер Теребовлянська міська громада, Тернопільський район, Тернопільська область).
Від 1941 року — Член Юнацтва ОУН, пройшов курс пропагандистів і розвідників. З 1944-го — учасник сільської самооборони. 1946 року закінчив Теребовлянський культурно-освітній технікум, вступив до Львівського зооветеринарного інституту. 10 листопада 1948 заарештований за зв'язок із ОУН. 9 лютого 1949 року засуджений до 10 років таборів суворого режиму.
Покарання відбував у місті Ішимбай (Башкортостан). 1954 року звільнений. У 1955—1957 роках працював на будівництві.
1962 року закінчив Львівський політехнічний інститут. У 1964—1967 роках працював у Львівській філії Київського НДІ будівельного виробництва. 1967—1986 роки — начальник відділу капітального будівництва Львівського міжобласного цукротресту.
Наприкінці 1980-х років брав активну участь у процесах демократизації в УРСР, ініціатор створення і заступник голови протягом 1990—1997 років Спілки політичних в'язнів України. 1995-го — співзасновник Львівського обласного (від 1996 — перший заступник голови, від 2010-го — голова наглядової ради) Всеукраїнського об'єднання ветеранів Другої світової війни. Керівник земляцтва товариства «Теребовлянщина» в 1998—2001 роках. Співзасновник та перший заступник голови Львівського товариства «Тернопільщина» протягом 1998—2009 років.
Разом зі Студентським братством організував відновлення могили Андрія П'ясецького.
1990 року ініціював та взяв на себе основну роботу зі збору коштів, з організації проведення конкурсу проєктів у 1993 році, з виготовлення, будівництва та встановлення у Львові пам'ятника жертвам комуністичних злочинів (скульптор Петро Штаєр, архітектор Роман Сивенький). Пам'ятник офіційно відкрили у 1997 році.
Похований у родинному гробівці на 79 полі Личаківського  цвинтаря.

## Доробок
Автор книг
- «Національно-визвольна боротьба теребовлян в 1940—50 роках» (Теребовля, 1993),
- «Історія села Деренівка» (Львів, 1996),
- нарису «Деренівка» у збірнику «Історія міст і сіл Теребовлянщини» (Тернопіль, 1997),
- «Опозиція чи позиція» [Архівовано 18 квітня 2021 у Wayback Machine.] (2003),
- «Дороги і долі» [Архівовано 18 квітня 2021 у Wayback Machine.] (2005, 2008).